# Yao Jie (athlétisme)
Yao Jie (né le 21 septembre 1990) est un athlète chinois, spécialiste du saut à la perche.

## Carrière
Le 27 juin 2015, il porte son record à 5,65 m à Pékin, ce qui le qualifie pour les Championnats du monde dans la même ville.
Le 9 juin 2017, il réussit 5,70 m à Pierre-Bénite (FRA), ce qui le qualifie à son tour pour ceux de 2017 à Londres.
Le 6 août 2017, il se qualifie pour la finale des championnats du monde de Londres.
Le 29 août 2018, il remporte la médaille d'argent des Jeux asiatiques de Jakarta avec une barre à 5,50 m, derrière le Japonais Seito Yamamoto (5,70 m).

## Palmarès
| Date | Compétition           | Lieu     | Résultat | Marque |
| ---- | --------------------- | -------- | -------- | ------ |
| 2015 | Championnats d'Asie   | Wuhan    | 5e       | 5,50 m |
| 2017 | Championnats du monde | Londres  | finale   | NM     |
| 2018 | Jeux asiatiques       | Jakarta  | 2e       | 5,50 m |
| 2023 | Championnats du monde | Budapest | 9e       | 5,75 m |

## Records
| Épreuve          | Épreuve   | Performance | Lieu     | Date            |
| ---------------- | --------- | ----------- | -------- | --------------- |
| Saut à la perche | Plein air | 5,82 m (NR) | Hangzhou | 10 juin 2023    |
| Saut à la perche | En salle  | 5,75 m      | Roubaix  | 27 janvier 2023 |